# La terra tremola
La terra tremola (títol original en italià: La terra trema) és una pel·lícula italiana dirigida per Luchino Visconti i estrenada l'any 1948.	

## Argument
Un jove pescador d'Aci Trezza, 'Ntoni Velastro, treballa en exclusiva per uns majoristes que abusen descaradament d'ell i dels seus companys. Fart de tanta injustícia, 'Ntoni es rebel·la al costat dels altres pescadors, amb els quals és arrestat per haver provocat desordres. Però els mateixos majoristes, que no han trobat amb qui substituir els revoltosos, fan que els alliberin immediatament. 'Ntoni no vol tornar al lloc de treball de sempre, i convenç la seva família que hipotequi la casa per tal de treballar pel seu compte.

## Comentaris
Una de les obres cimeres del neorealisme, que s'inspirava vagament en una novel·la de Giovanni Verga sobre les vicissituds d'una comunitat de pescadors sicilians. El film va ser rodat gairebé amb un esbós de guió i sense cap actor professional, movent-se entre el documentalisme i una lleu ficció. El seu resultat conté la força de la veritat, constatant una realitat poc favorable però sense tancar les portes a l'esperança.